# Нижняя Талда
Нижняя Талда (алт. Алтыгы Талду) — село в Онгудайском районе Республики Алтай России, административный центр и единственный населённый пункт Нижне-Талдинского сельского поселения.

## География
Расположено в горно-степной зоне центральной части Республики Алтай и находится у рек Курата, Нижняя Талда, Башлан.
Уличная сеть состоит из четырёх географических объектов: ул. Божулан-Оозы, ул. Кызыл-Тан, ул. Талду, ул. Тодубай
Абсолютная высота 953 метров выше уровня моря.

## Население
| 2010 | 2011 | 2012 | 2013 | 2014 | 2015 | 2016 | 2017 | 2018 |
| ---- | ---- | ---- | ---- | ---- | ---- | ---- | ---- | ---- |
| 533  | ↘531 | ↘518 | ↘516 | ↘512 | ↗513 | ↘509 | →509 | ↗514 |
| 2019 | 2020 | 2021 |      |      |      |      |      |      |
| ↘491 | ↘487 | ↗539 |      |      |      |      |      |      |

Национальный состав
Согласно результатам переписи 2002 года, в национальной структуре населения алтайцы составляли 98 % от общей численности населения в 541 жителей.

## Инфраструктура
Администрация сельского поселения.
Личное подсобное хозяйство. Животноводство.

## Транспорт
Завершение автодороги регионального значения «Курота — Нижняя Талда» (идентификационный номер 84К-30) протяженностью 5,188 км. (Постановление Правительства Республики Алтай от 12.04.2018 N 107 «Об утверждении Перечня автомобильных дорог общего пользования регионального значения Республики Алтай и признании утратившими силу некоторых постановлений Правительства Республики Алтай»), начинающаяся с федеральной автомобильной трассы Р-256 «Чуйский тракт».
Просёлочные дороги.